# Jaroslavska oblast
Jaroslavlska oblast je federalni subjekt (oblast) u zapadnom dijelu Rusije.

## Vanjske poveznice
|  | Zajednički poslužitelj ima još gradiva o temi Jaroslavska oblast |